# Schoellerové

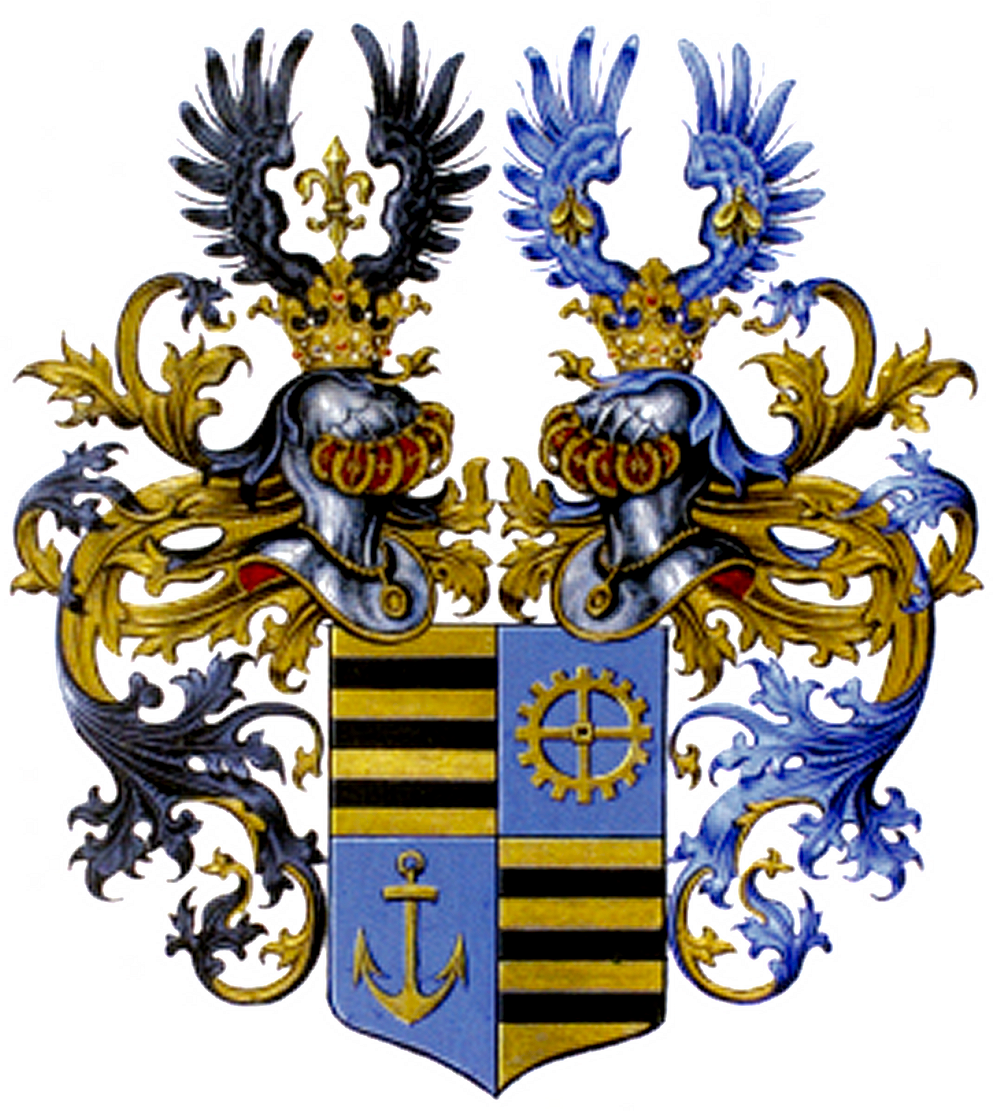
Erb šlechtické linie von Schoeller (od roku 1863)

Schoellerové jsou široce rozvětvená podnikatelská rodina, původem ze severního Porýní. Její členové působí zejména od začátku 18. století jako zakladatelé, majitelé či spolumajitelé a ředitelé početných podniků v průmyslových odvětvích textil, papírenství, cukrovarnictví, železárenství, obalová technika, logistika a jiných. Zejména v 19. století působili Schoellerové i v Čechách a na Moravě.
V rodinném konglomerátu Schoeller Group, sestávajícím ze 30 firem (včetně bank) působících převážně v západní a střední Evropě, bylo v roce 2016 zaměstnáno 13 000 lidí. Skupina vykazuje obraty kolem 1 miliardy eur. V představenstvu je rodina zastoupena dvěma členy. Na různých, v mnoha případech vedoucích místech, je zaměstnáno asi 200 rodinných příslušníků.
Podle hodnocení časopisu Manager Magazin dosáhlo v roce 2017 celkové jmění rodiny Schoellerů částku 0,8 miliardy € a v seznamu nejbohatších Němců tak byli Schoellerové zařazeni na 194. místo.

## Některé osobnosti
- Heinrich Leopold Schoeller (1792–1884)
- Philipp Wilhelm von Schoeller (1797–1877)
- Alexandr Schoeller (1805–1886)
- Gustav von Schoeller (1830–1912)
- Philipp von Schoeller (1921–2008)

## Technické památky a nemovitosti v Česku spojené s rodinou
- cukrovary: cukrovar Čakovice (výstavba 1849), cukrovar Vrdy (založen 1857, od roku 2010 lihovar),[4] cukrovar v Lipníku nad Bečvou (v provozu 1867–1903, po roce 1950 zbořen),[5] cukrovar Vinoř (založen 1870, zbořen 2009)
- důl Schoeller (hlouben od roku 1895, těžba zahájena 1902); částečně dochován, kulturní památka
- Schoellerův vodovod mezi Libní a Čakovicemi (včetně proseckého vodojemu); vybudován 1879, zbořen 1966
- zámek Čakovice (včetně parku); v majetku rodiny 1849–1945
- zámek Ctěnice; v majetku rodiny 1849–1945
- Schoellerův palác v Brně (postaven 1868 v sousedství textilní továrny, zkonfiskován 1945)
- zámek Račice v majetku rodiny 1894-1945